# Cytheridella ilosvayi
Cytheridella ilosvayi is een mosselkreeftjessoort uit de familie van de Limnocytheridae. De wetenschappelijke naam van de soort is voor het eerst geldig gepubliceerd in 1905 door Daday.